# Озеро «Синичне» (Полонське л-во)
Озеро «Синичне» — проектована гідрологічна пам'ятка природи місцевого значення. Розташована на території Шепетівського лісгоспу (Понінківське лісництво, кв. 21) на Хмельниччині  . 
Зарезервована для наступного заповідання рішенням Хмельницького облвиконкому № 7 від 25.10.1992 року.

## Опис
Мальвничий куточок з озером чистої води.
Площа — 12 га.